# Spanischer Reiter (Barriere)

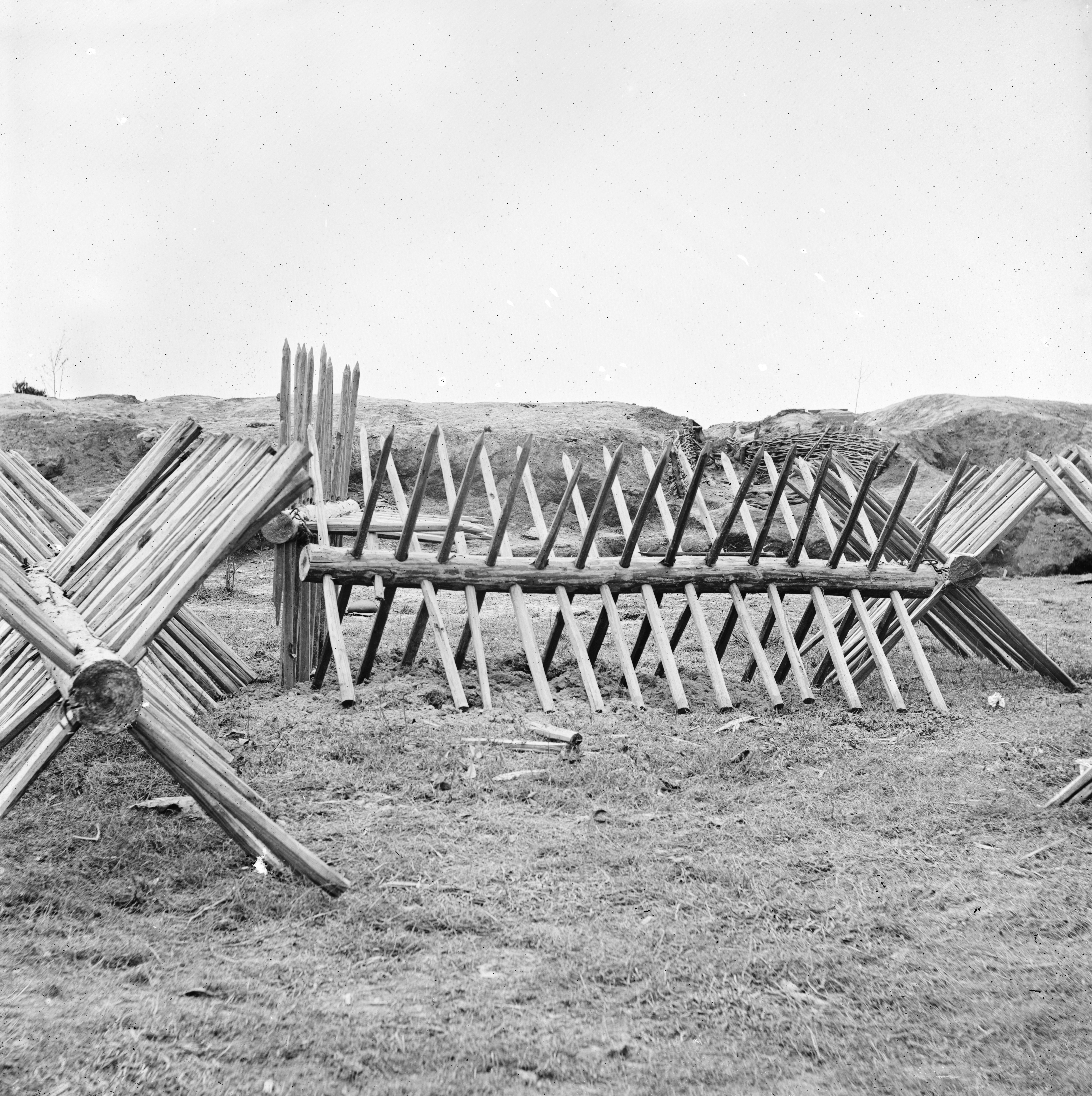
Spanischer Reiter der Konföderierten Armee (Belagerung von Petersburg (Virginia) 1864/1865)

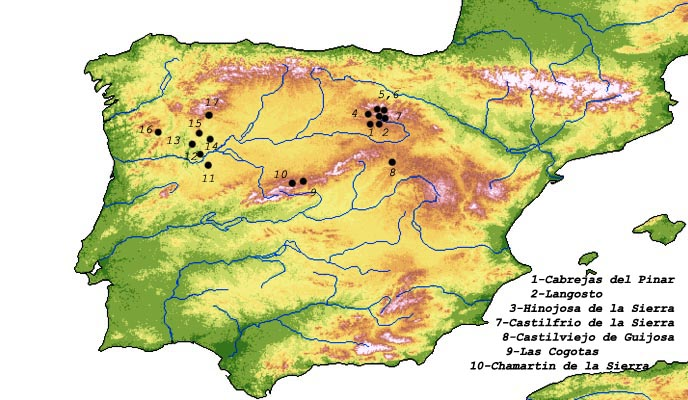
Burgen mit Reitersperre (Piedras hincadas) auf der Iberischen Halbinsel

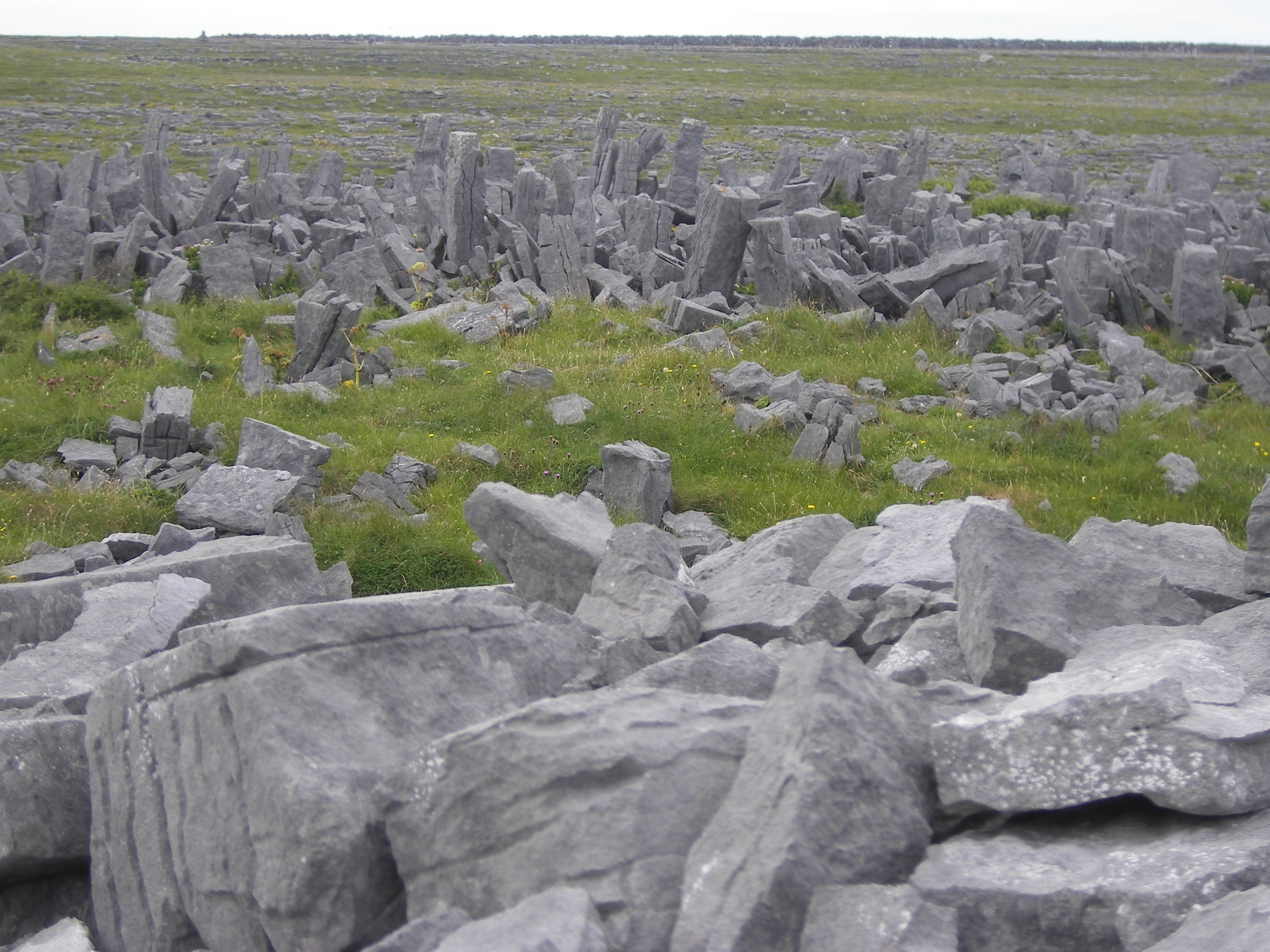
Cheval de frise vor Dun Aenghus

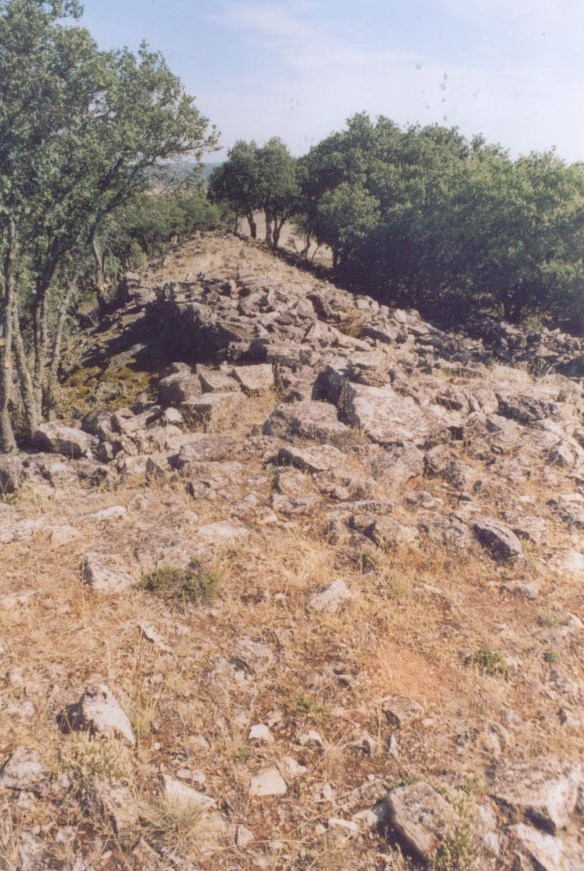
Spanische Reiter von Castilviejo von Cubillas del Pinar in Guijosa

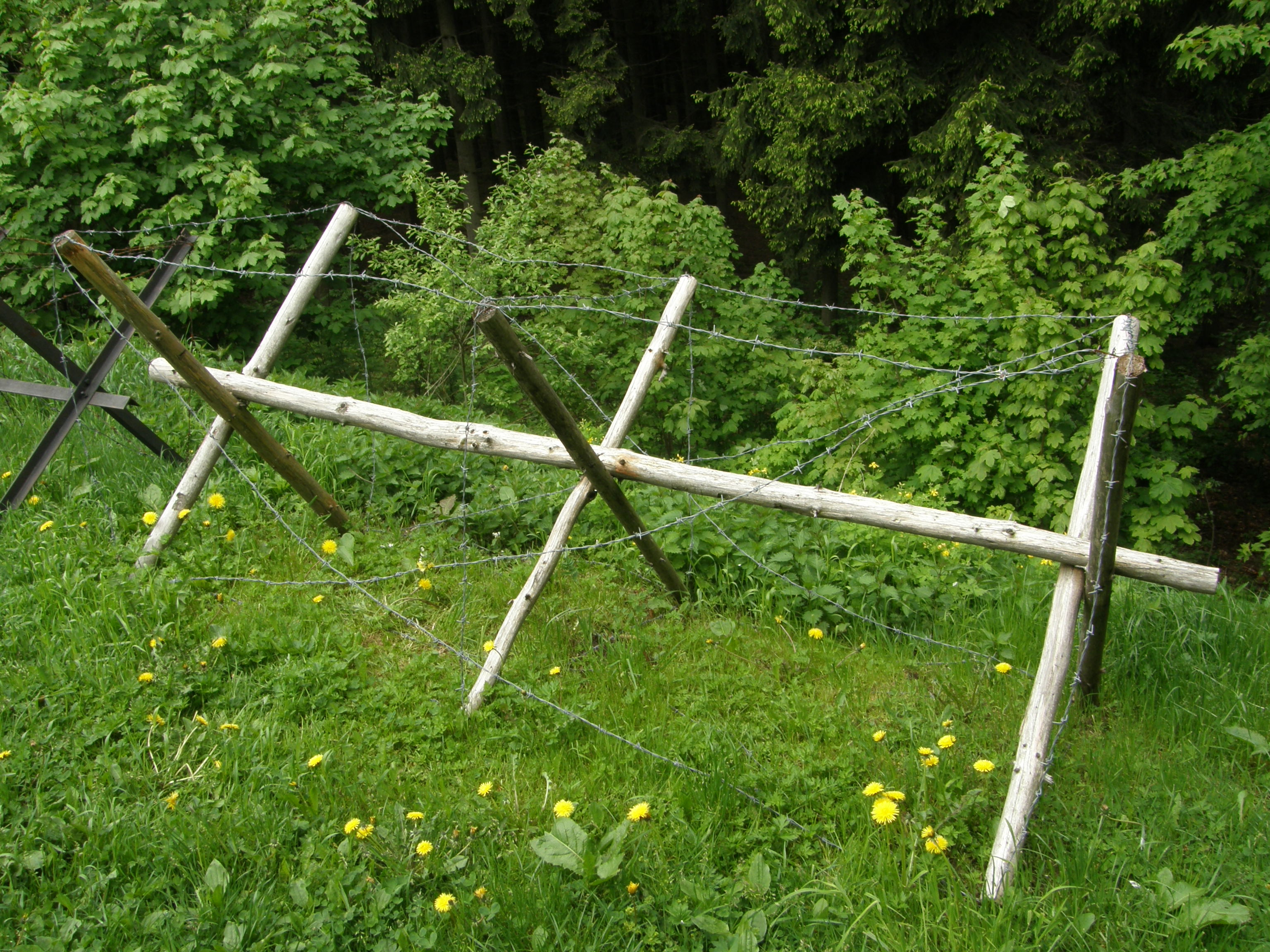
Neuerer Spanischer Reiter

Ein Spanischer Reiter (auch Friesischer Reiter, französisch cheval de frise) ist eine seit dem Mittelalter unter diesem Namen bekannte, aber bereits in der Urgeschichte verwendete Barriere.

## Geschichte
Annäherungshindernisse in Form von eng gestellten Steinpfeilern sind, ähnlich wie Palisaden, bereits aus der Vorzeit bekannt und auf den Britischen Inseln (Dreva Fort, Fell of Barhullion (Schottland), Dun Aengus und Dún Dúchathair (auf den Aran-Inseln), Hillfort von Cademuir, Ballykinvarga (County Clare) und Dunamo (County Mayo)) verbreitet.
Auf der Iberischen Halbinsel sind sie sogar häufiger (Castro Carvalhelhos (Portugal) oder Castro von Yecla la Vieja und von Castro de la Mesa de Miranda bei Ávila in Spanien). Die vorbronzezeitlichen Anlagen waren Annäherungshindernisse, die im Sinne eines Temenos Kultplätze vor profanem Zugang beziehungsweise vor Einsicht schützten.
Zur Befestigung ihrer Marschlager verfügten römische Legionen in jedem Contubernium über pila muralia genannte Schanzpfähle.
Ihren Namen sollen die Spanischen Reiter während der niederländischen Unabhängigkeitskriege erhalten haben. Mit ihrer Hilfe gelang es den Spaniern während ihrer Belagerung der Stadt Groningen, die zum Entsatz herbeieilende Reiterei von ihren Stellungen fernzuhalten. In anderen Sprachen bezeichnet man sie daher als Friesenreiter (frz. Chevaux de Frise, ital. Cavallo di Frisia).
Derartige Sicherungen wurden 1961 zum Versperren der Grenzen nach West-Berlin benutzt.
Als Weiterentwicklung der spanischen Reiter kann der Tschechenigel angesehen werden, der im 20. Jahrhundert als Panzersperre entwickelt wurde.

## Gegenwart
Moderne Spanische Reiter bestehen typischerweise aus circa 1,5 m langen, X-förmig zusammengebundenen und angespitzten Stangen, welche durch eine 5 bis 6 m lange Längsstange so verbunden werden, dass man nicht hindurchkriechen kann. Ursprünglich waren sie aus Holz und gegen Reiter gerichtet und dienten der Lagerbefestigung. Man stellte sie her, indem man durch einen langen Baum (Leib) spitze Pfähle (Federn) oder auch die kurzen Spieße oder Schweinsfedern des Fußvolks einander kreuzend steckte. Der Leib wurde auf einem Wagen mitgeführt, mitunter war die ganze Vorrichtung fahrbar angelegt. Im 19. Jahrhundert wurden sie mehr aus Winkeleisen gefertigt und dienten der Sicherung von Durchgängen und Furten.
Heute sollen sie vor allem Infanterie (und andere Personen) sowie leichte Fahrzeuge abhalten. Als mobile Elemente eignen sie sich auch zum Verschließen von Durchlässen, z. B. an Straßensperren. In der Neuzeit wurde die Schutzwirkung oftmals auch durch das zusätzliche Anbringen von Stacheldraht verstärkt.